# Saint-Cassin
 Saint-Cassin  es una población y comuna francesa, en la región de Ródano-Alpes, departamento de Saboya, en el distrito de Chambéry y cantón de Cognin.

## Demografía
| 414 | 415 | 453 | 538 | 625 | 697 |
| Para los censos de 1962 a 1999 la población legal corresponde a la población sin duplicidades (Fuente: INSEE [Consultar]) |     |     |     |     |     |